# 喝里可汗
喝里可汗（?—?），西州回鹘可汗，大约12世纪前期在位。
1127年（宋朝靖康二年、建炎元年，金朝天会五年），金朝灭北宋，史称靖康之变，西州回鹘喝里可汗在当年正月向金太宗完颜晟进贡。
| 前任： 智海 | 西州回鹘可汗 1127年前后 | 繼任： 毕勒哥 |